# 錢應溥
錢應溥（1824年—1902年），字子密，浙江嘉興人，晚清大臣。錢應溥是乾隆朝名臣錢陳群後代。道光廿九年拔貢生，三十年朝考一等，用七品小京官，分派吏部任職，直軍機章京。咸豐年間，曾國藩治兵安慶，招錢應溥入其幕僚，專司章奏，大小奏摺皆其手筆。同治十一年，曾國藩病歿於兩江總督任上，錢應溥重回軍機，復當章京，旋升領班。錢辦事幹練，文章了得，深得秉政的恭親王、醇親王相繼賞識。二十一年，以禮部左侍郎在軍機大臣上行走。二十二年，遷左都御史。二十三年，升工部尚書。二十五年，以病乞歸。二十八年去世，終年七十八，諡恭勤。後代包括當代中共官員錢正英。

## 延伸阅读
[在维基数据编辑]
 《清史稿/卷439》，出自趙爾巽《清史稿》